# Hokuto (Hokkaidō)
Hokuto (jap. 北斗市 Hokuto-shi) ist eine Stadt in der Unterpräfektur Oshima auf der Insel Hokkaidō in Hokkaidō (Japan).

## Geographie
Hokuto liegt westlich von Hakodate.
Der Ōno durchfließt die Stadt von Norden nach Süden.

## Geschichte
Hokuto wurde am 1. Februar 2006 aus der Vereinigung der Chō Kamiiso (上磯町, -chō) des Landkreises Kamiiso und Ōno (大野町, -chō) des Landkreises Kameda gegründet.

## Sehenswürdigkeiten
Im südwestlichen Teil des Stadtgebiets befindet sich das Kloster Phare (Tobetsu), ein Kloster der Trappisten.

## Verkehr
Durch Hokuto verlaufen drei Bahnlinien. Der im Norden gelegene Bahnhof Shin-Hakodate-Hokuto ist die nördliche Endstation der Hochgeschwindigkeitsstrecke Hokkaidō-Shinkansen. Durch diesen Bahnhof führt auch die Hakodate-Hauptlinie zwischen Hakodate und Sapporo. Entlang der Küste verläuft die Esashi-Linie, die von der Regionalbahngesellschaft Dōnan Isaribi Tetsudō betrieben wird.
Durch die Stadt verlaufen die Hakodate-Esashi-Autobahn sowie die Nationalstraßen 227 und 228.

## Söhne und Töchter der Stadt
- Akira Sasaki (* 1981), japanischer Skirennläufer

## Angrenzende Städte und Gemeinden
- Hakodate
- Kikonai
- Assabu
- Nanae
- Mori